# Taalfamilie
Een taalfamilie is de meest gebruikelijke klasse waarbinnen talen van de wereld kunnen worden ingedeeld.
Talen binnen één familie zijn onderling verwant, wat wil zeggen dat zij zich hebben ontwikkeld uit een gemeenschappelijke vooroudertaal.
In veruit de meeste gevallen is deze vooroudertaal niet-geattesteerd, ofwel slechts te reconstrueren aan de hand van overgeleverd materiaal. Verwante taalfamilies kunnen weer tot nog grotere families worden verenigd. De status van de families in dit artikel kan verschillen: sommige zijn onomstreden, andere zijn onderwerp van debat. Talen die met de huidige gegevens niet kunnen worden ondergebracht in een bepaalde familie, zoals het Baskisch, heten "geïsoleerde talen" of isolaten.
Talen kunnen ook anders worden ingedeeld, bijvoorbeeld aan de hand van hun geografische spreiding of gedeelde structurele kenmerken.